# 瀬戸電気鉄道デキ1形電気機関車
瀬戸電気鉄道デキ1形電気機関車（せとでんきてつどうデキ1がたでんききかんしゃ）は、瀬戸電気鉄道（瀬戸電）が新製した直流用電気機関車。瀬戸電の名古屋鉄道（名鉄）合併後はデキ200形と改称・改番された。

## 概要
1927年（昭和2年）3月にデキ1・2の2両が新製された。600V専用で凸字形、軸配置：B+B・出力：304kW（75kW×4・400PS）、車体長：10.2m・自重：30.5tであった。日本車輌製造製であるが、主電動機は三菱電機製、電装品の一部はウェスティングハウス製である。
1939年（昭和14年）に瀬戸電気鉄道は名古屋鉄道（名鉄）に吸収合併されて名鉄瀬戸線となり、本形式もデキ200形201, 202と改称・改番された。その後、集電装置をポールからパンタグラフに変更、前照灯の位置を変更するなどの改良が加えられたが、瀬戸線から移動することはなかった。
就役当初から尾張瀬戸駅 - 堀川駅（名古屋市）間での貨物輸送に従事し、瀬戸市の産品『せともの』（陶器類）を堀川の舟運へ引き渡し、帰りは窯で使用する薪などを積荷として運送した。後に貨物輸送は大曽根駅で貨車の授受を行うよう変更され、これは1500V昇圧直前まで続けられた。
1978年（昭和53年）1月末で瀬戸線の貨物輸送が廃止され、同年2月以降は瀬戸線1500V昇圧後の車両（3780系、6600系など）の運搬に使用された。運搬は大曽根駅からの国鉄中央本線への貨物引込み線を利用し、引渡しは国鉄線（甲種輸送）を牽引してきたディーゼル機関車（DE10形）+（1500V車両4両）+デキ200（1両）という組成で行い、名鉄へ引渡し後はデキ200+（1500V車両4両）+デキ200という組成で車両留置場所（尾張瀬戸駅構内・喜多山分工場など）まで回送した。
その後、1978年（昭和53年）3月の瀬戸線の架線電圧1500V昇圧に伴い廃車された。201はアメリカに寄贈される計画もあったが諸般の事情で中止され、南知多ビーチランド内に静態保存されていたが、後に解体された。202は瀬戸市に寄贈され、瀬戸市民公園で静態保存されてきたが、老朽化による維持困難を理由として2022年1月に解体することを発表した。同年2月には、隣接して保存され同じく解体が決定した名鉄モ760形電車（766号）とともに、「おわかれ出発式」を開いて車内を公開した。
| 瀬戸市民公園にて保存されていたデキ202 |  | 瀬戸市民公園にて保存されていたデキ202 |
| 瀬戸市民公園にて保存されていたデキ202 |  |                                       |

## 主要諸元
- 全長：10,180mm
- 全幅：2,530mm
- 全高：4,015mm
- 運転整備重量：30.5t
- 電気方式：直流600V（架空電車線方式）
- 軸配置：B+B
- 台車形式：棒台枠
- 主電動機：MB-146A(75.5kW)×4基
  - 歯車比：1:4.19
  - 1時間定格出力：300kW
  - 1時間定格引張力：3,402kg
  - 1時間定格速度：26.5km/h
- 動力伝達方式：歯車1段減速、吊り掛け式
- 制御方式：抵抗制御、2段組み合わせ制御
- 制御装置：電磁空気単位スイッチ式
- ブレーキ方式：AMF空気ブレーキ、手ブレーキ